# Bibernell-Berghaarstrang-Blütenspanner
Der Bibernell-Berghaarstrang-Blütenspanner (Eupithecia breviculata), auch Haarstrang-Blütenspanner genannt, ist ein Schmetterling (Nachtfalter) aus der Familie der Spanner (Geometridae).

## Merkmale

### Falter
Die Flügelspannweite der Falter beträgt 15 bis 20 Millimeter. Wegen der kurzen Flügelform leitet sich der wissenschaftliche Name der Art vom lateinischen breviculatus = „etwas kurz“ ab. Die Grundfarbe der Vorderflügel reicht von milchig weißen bis zu blassen blass weißen Tönungen. Am Apex hebt sich ein kontrastreiches gelbbraunes Feld ab. Eine doppelt angelegte graue Querlinie schließt sich in der Regel wurzelwärts an. Am Innenwinkel befindet sich meist ein schwarzbrauner Fleck. Das Wurzelfeld hat eine braungelbe Farbe. Die Hinterflügel sind zuweilen mit einigen dunklen Schatten und einem blass gelbbraunen Wurzelfeld versehen. Sämtliche Flügel zeigen einen schwärzlichen Diskalfleck. Der Hinterleib ist bis auf die ersten Segmente von  weißlicher Farbe. Aufgrund der sehr charakteristischen Zeichnungselemente sind die Falter unverwechselbar.

### Ei
Das Ei ist grünweiß gefärbt, hat eine längliche ovale Form, ist leicht abgeplattet und mit unregelmäßigen kleinen Vertiefungen in der Schalenskulptur versehen.

### Raupe
Erwachsene Raupen haben eine blaugrüne Grundfarbe. Die Nebenrückenlinien sind dunkelgrün, die Bauchbeine grün, die Brustbeine gelblich und der Kopf weiß.

### Puppe
Von der braunen Puppe heben sich die Adern der Flügelscheiden ab. Der Kremaster ist mit Endborsten bestückt, von denen die beiden mittleren stärker ausgebildet sind.

## Geographische Verbreitung und Vorkommen
Das Hauptverbreitungsgebiet des Bibernell-Berghaarstrang-Blütenspanners ist der Mittelmeerraum. Einzelvorkommen wurden aus der Schweiz und aus Ungarn gemeldet. Er kommt außerdem in Vorderasien und Nordafrika vor. Die Art bevorzugt warme Hänge sowie Trockenrasen- und Halbtrockenrasengebiete.

## Lebensweise
Die Falter sind nachtaktiv und fliegen in klimatisch günstigen Gegenden in zwei Generationen mit Hauptflugzeiten von April bis Juni sowie von Juli bis August. Sie erscheinen in beiden Geschlechtern an künstlichen Lichtquellen. Die Raupen leben bevorzugt an den Blüten von Haarstrang- (Peucedanum) und Bibernellenarten (Pimpinella). Die Puppen der zweiten Generation überwintern.

## Gefährdung
In Deutschland wurde der Bibernell-Berghaarstrang-Blütenspanner im 20. Jahrhundert am Badberg, Büchsenberg, Isteiner Klotz und am Tuniberg gefunden, wird aber inzwischen auf der Roten Liste gefährdeter Arten als ausgestorben oder verschollen geführt.